# Pliconacca
Pliconacca is een geslacht van weekdieren uit de klasse van de Gastropoda (slakken).

## Soorten
- Pliconacca cicatricella (Marwick, 1965) †
- Pliconacca cicatrix (Marwick, 1931) †
- Pliconacca denticulifera (Marwick, 1924)
- Pliconacca scalpta (Marwick, 1924) †